# 托普哈内钟楼

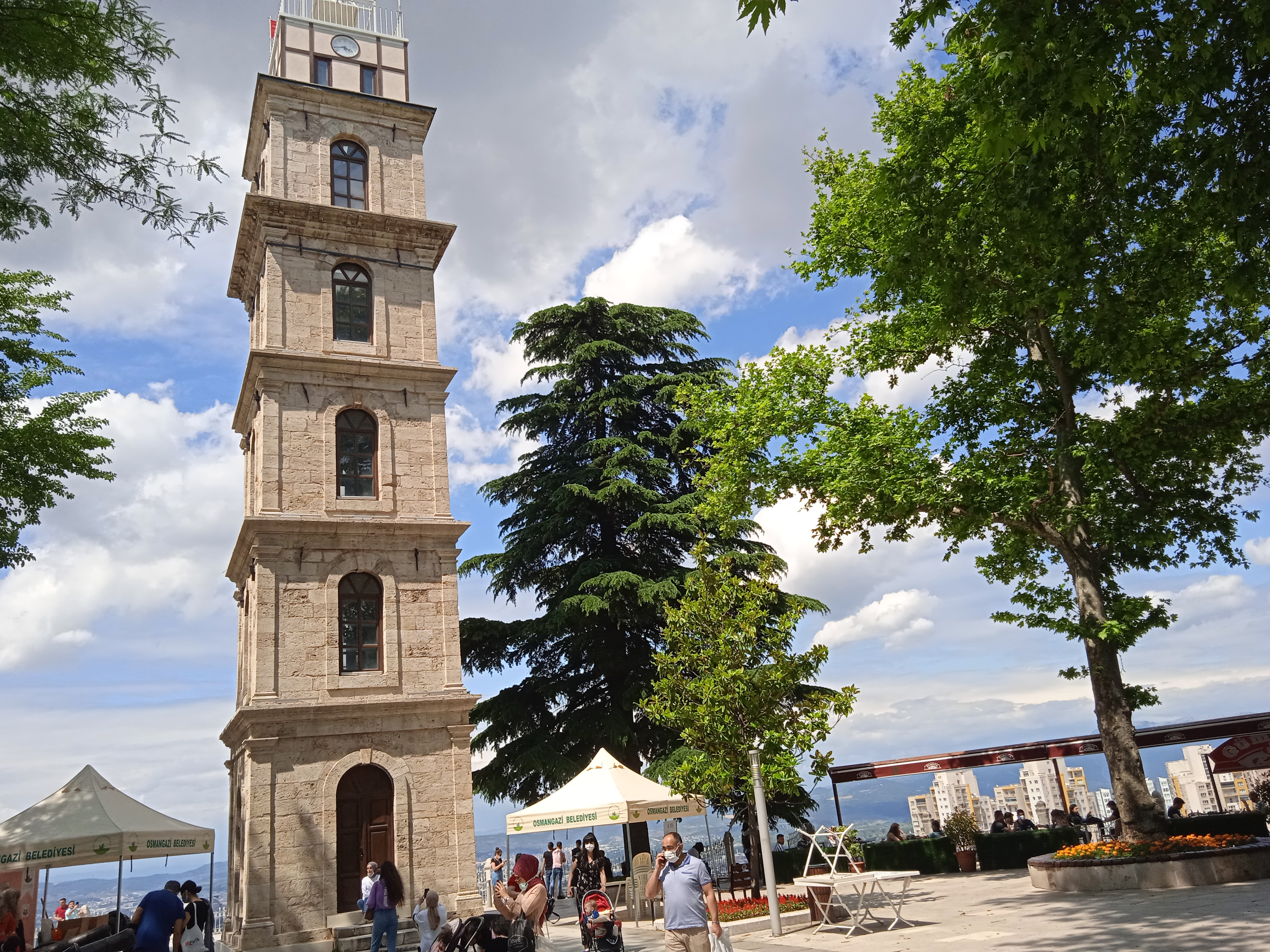
托普哈内钟楼

托普哈内钟楼（土耳其語：Tophane Saat Kulesi）是土耳其布尔萨的一座钟楼，共有六层，高33米。 钟楼目前有一个无线电时钟，用作火警瞭望塔。
在现在的地方原来曾有一个钟楼，早已被毁。 现在的钟楼于1904年8月2日开始建造，1905年8月31日完成。